# Libya TV
Libya TV ist ein Fernsehsender des ehemaligen Nationalen Übergangsrates und sendet aus Doha (Katar). Er steht in Opposition zum LJBC. Libya TV entstand während des Bürgerkriegs in Libyen.

## Struktur
Der Fernsehsender hat in fast allen libyschen Städten eigene Korrespondenten und unterhält in Bengasi sowie London weitere Studios. Der Hauptsitz ist Doha im Emirat Katar. Libya TV stehen die Einrichtungen und das technische Personal des Lokalsenders Al-Rayyan aus Doha zur Verfügung.

## Geschichte
Libya TV wurde im März 2011 gegründet und strahlte am 30. März 2011 seine erste Sendung aus.
Als Gründer wird der libysche Journalist Mahmud Shammam genannt. Er lebt bereits seit mehreren Jahren im Exil und hat bereits für die arabische Version der Newsweek (Nachrichtenmagazin) gearbeitet. Finanziert wird der Sender vorwiegend aus Sponsorengeldern von Libyern im Exil. Zum Aufbau des Senders hatte ein libyscher Geschäftsmann aus London 250.000 Dollar gespendet. Im Verhältnis zum weitestgehend US-finanzierten Fernsehsender Al-Hurra gilt Libya TV als weitgehend unabhängig.

## Programminhalt
Aktuell werden Nachrichten, Fußball, Talk-Shows und verschiedene Kommentarformen gesendet.